# Nello Pini (partigiano)
Nello Pini (... – Montefiorino, 31 luglio 1944) è stato un partigiano e antifascista italiano.

## Biografia
Nello Pini fu un comandante partigiano modenese conosciuto per la violenza applicata alle sue azioni e una certa forma di megalomania, come risalta dalla maggior parte delle fonti .
Originario di Palagano, ora comune autonomo, allora frazione di Montefiorino, soldato di leva nelle prime fasi della guerra, fu catturato durante l'inverno del 43-44 nei rastrellamenti seguiti al bando Graziani, ma riuscì a rientrare a Palagano dopo qualche giorno, fuggendo rocambolescamente dal carcere di Modena. Testimoni riportarono in seguito che in quell'occasione giurò che piuttosto che farsi prendere ancora, avrebbe ammazzato o si sarebbe fatto ammazzare.
Avvicinatosi all'idea di diventare partigiano dalle parole di don Sante Bartolai, cappellano antifascista di Palagano, e dal contatto con la Pattuglia Rossi (poi divenuta la formazione Giuseppe Barbolini, prima banda attiva nel modenese) che aveva base nella vicina Monchio, emerse ben presto per audacia e spietatezza, guadagnandosi rapidamente il comando di una formazione autonoma cui partecipavano molti suoi amici e alcuni tra i suoi fratelli.
Recuperate le armi nascoste all'epoca dello sbandamento dell'Accademia di Modena, partecipò, spesso guidandoli, a quasi tutti gli scontri della primavera, tra cui il più celebre, forse, l'assalto alle corriere di fascisti che rientravano a Montefiorino dopo aver catturato don Sante Bartolai il 7 marzo 1944, alla Fornace di Savoniero.
Dopo la strage del 18 marzo, partecipò alla "vendetta", assalendo il presidio di Cerredolo e facendo strage dei fascisti più anziani dopo la loro resa.

### L'eccidio di Montemolino
Il 15 giugno del 1944 a Montemolino di Palagano, in provincia di Modena, quindici agenti disertarono dalla Questura di Modena per unirsi ai partigiani che combattevano nella zona di Montefiorino, sull'Appennino emiliano, dove era stata fondata la Repubblica partigiana di Montefiorino. Quando gli agenti raggiunsero la zona, nonostante avessero una lettera del Comitato di Liberazione Nazionale modenese, con la quale veniva garantita la realizzazione del loro desiderio di unirsi ai partigiani, caddero nelle mani di una formazione guidata dal comandante Nello Pini, che decise di fucilarli sotto la falsa accusa di essere spie. I quindici poliziotti vennero immediatamente uccisi, insieme alla staffetta partigiana che li accompagnava.
Questo evento fece sì che il comando della Resistenza di Montefiorino fermasse il comandante partigiano, considerato un combattente valoroso ma spietato ed ormai incontrollabile. Il 31 luglio Nello Pini venne fucilato a Montefiorino dagli stessi partigiani, insieme ad alcuni esponenti della sua unità.